# Saint-Barthélemy-d’Anjou
Saint-Barthélemy-d’Anjou – miejscowość i gmina we Francji, w regionie Kraj Loary, w departamencie Maine i Loara.
Według danych na rok 2010 gminę zamieszkiwały 8 702 osoby, a gęstość zaludnienia wynosiła 597 osób/km².

## Miasta partnerskie
- Gąbin